# 員林 (新北市)
員林，是台灣新北市的一個地名，範圍為今土城區西北部地區，也是傳統商業中心所在地。

## 歷史
台灣清治末期至日治前期，員林為一街庄，稱為「員林庄」，隸屬於擺接堡。員林庄北與番仔園庄、湳仔庄為鄰，東與柑林陂庄為鄰，南邊為埤塘庄、大安藔庄，西南邊為沛舍坡庄，西邊為溪洲庄。
1920年（日治大正九年），改制為「員林」大字，隸屬於台北州海山郡土城庄。當時員林大字下設有「土城」、「員林」、「貨饒」小字名。戰後土城庄改制為土城鄉，隸屬於台北縣，大字亦改制為村。

## 交通

### 捷運
台北捷運板南線有經過員林地區東部，境內雖未設站，但海山站緊鄰邊界。員林地區居民可由此路線及相關路網快速前往大台北地區各地，或至台北車站轉搭高鐵、台鐵或客運前往全台各地。

### 道路
省道台65線以南北向穿越員林地區西部，是重要聯外道路，往南至大安寮可經土城交流道連接福爾摩沙高速公路（國道3號）以往台灣南北各地；往北可前往板橋、新莊、泰山、五股等地。
省道台3線以南北向穿越員林地區中部，也是重要聯外道路，往南經三峽、大溪前往桃園市、新竹縣等地；往北經板橋區可進入臺北市。

## 學校
員林地區範圍由北至南有信義國小（位於邊界上）、樂利國小、裕德高中、中華高中等學校。